# سکه‌های شیر و اژدها
سکه‌های شیر و اژدها، چند سکه ضرب انگلستان هستند که در سال ۱۸۲۸ م توسط جان مکدونالد کینر، نماینده وقت بریتانیا در ایران به دربار فتحعلی‌شاه پیشکش شدند. از جنبه پولی، این سکه‌ها ارزش مشخصی نداشته، ولی به‌صورت فرضی، «یک قرانی» درنظرگرفته می‌شوند. نمونه‌های موجود از طلا، نقره و قلع هستند.

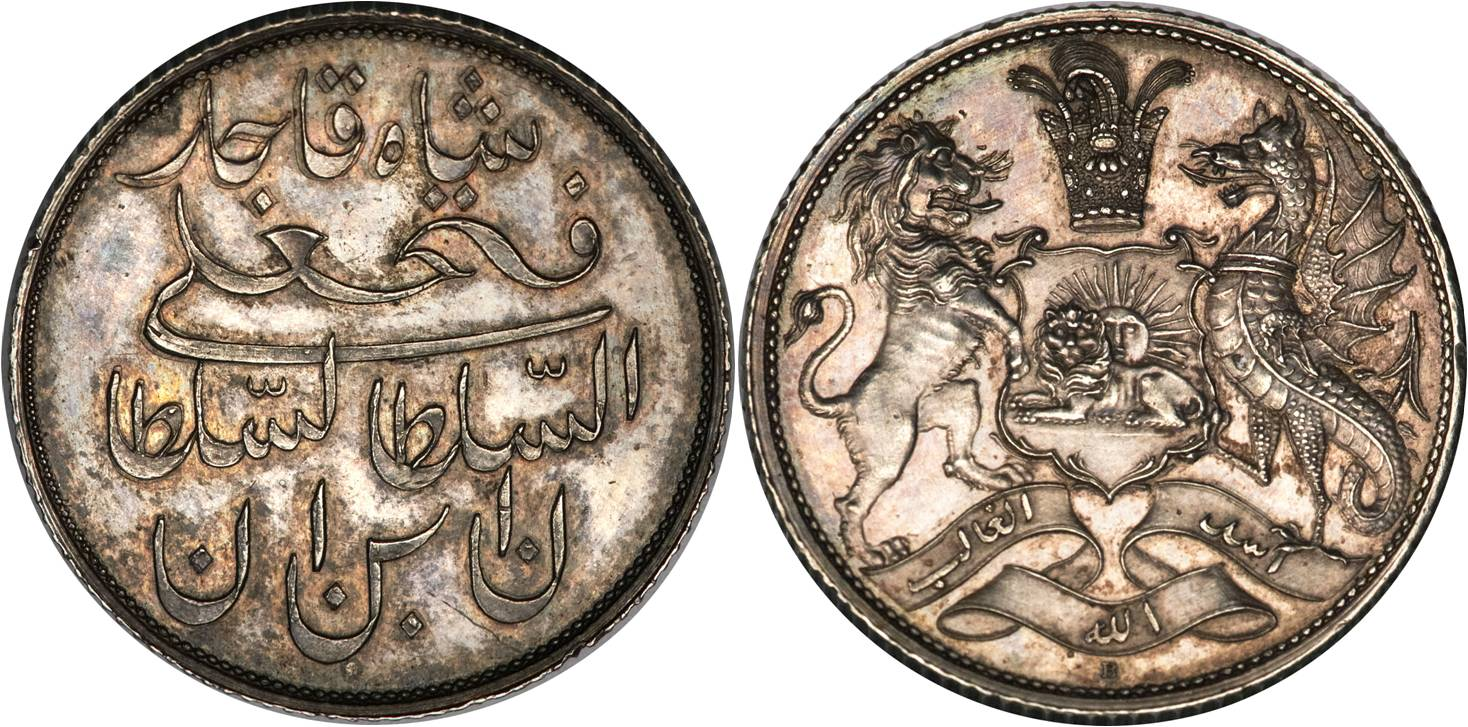
نمونه‌ای از سکه‌های شیر و اژدها از جنس نقره

روی این سکه‌ها مطابق با الگوی معمول سکه‌های ایرانی آن زمان نام فتحعلی‌شاه به‌صورت «السلطان ابن السلطان فتحعلی‌شاه قاجار» با خط نستعلیق آمده و پشت سکه‌ها یک نشان خانوادگی اروپایی قرار دارد که جانب چپش یک شیر آفریقایی و جانب راستش یک اژدهای دوپا سپری شیر و خورشید‌نشان را نگه داشته‌اند. پایه نشان، روبانی با عبارت «اسد الله الغالب» است و بر فراز آن نقش تاج کیانی وجود دارد. این نقش، قدیمی‌ترین مورد شناخته‌شده از نمود تاج کیانی در قالب یک نشان‌واره به‌حساب می‌آید. سکه‌ها در ضرابخانه هیتون، واقع در شهر بیرمنگام ضرب شدند و ظاهراً سازنده نشان یا حکاک سکه‌ها شخصی با نام Bain بوده که امضایش را به‌صورت یک B در زیر نقش نشان ثبت کرده است.
بنابر ارزیابی از یحیی ذکاء، تاریخ‌پژوه، این سکه‌ها به‌سفارش دولت ایران با دو هدف ضرب شدند: نخست زمینه‌سازی برای تولید و رواج سکه‌های ماشینی در ایران و دوم ایجاد یک نشان دولتی مشخص با معیارهای اروپایی و درعین‌حال حفظ اسلوب ایرانی. ذکاء حدس زد که نتیجه نهایی به‌دلیل وجود نقش نامأنوس اژدها و همچنین شیوه نگارش شعار اسد الله الغالب که نام الله در زیر نشان قرار گرفته بود، مورد پسند دربار ایران واقع نشد و درنتیجه همه‌گیر نگشت. محمد مشیری، سکه‌شناس، منشأ انگلیسی این سکه‌ها را همچون ذکاء تأیید کرد؛ اما گمانه‌زنی او درباره هدف ساخت این سکه‌ها را مورد تردید قرار داد و آن‌ها را صرفاً پیشکش‌های دولت بریتانیا دانست. مشیری همچنین برخلاف ذکاء معتقد بود که این سکه‌ها در ایران مورد توجه دربار قرار گرفته، زیرا یک سکه زرین ایرانی ضرب‌شده در دوره مورد بحث دقیقاً نقش نشان سرسکه انگلیسی را برخود دارد. خود ذکاء از میان اشیای کاخ گلستان چند فنجان منقوش به این نشان را یافت که البته آن‌ها نیز مانند سکه‌های یادشده منشأ انگلیسی داشتند.

## یادداشت
1. ↑  طبق نوشته یحیی ذکاء، او یک سکه مسی (فلوس) از این نوع را در همدان در نزد شخصی مشاهده کرده بود.